# Walter Bernheimer
Walter Ernst Bernheimer (* 8. Dezember 1892 in Wien; † 14. Dezember 1937 ebenda) war ein österreichischer Astronom.

## Leben
Bernheimer besuchte das Gymnasium in Innsbruck mit der Matura 1910 und studierte nach der Ableistung des Wehrdiensts (Einjährig-Freiwilliger) Physik, Mathematik und Astronomie in Innsbruck, wobei er auch an der Sternwarte war. Im Ersten Weltkrieg war er eingezogen und leitete zuletzt als Oberleutnant eine Feldwetterstation. Ab 1919 setzte er sein Studium in Wien und Uppsala fort und wurde 1922 in Wien promoviert und wurde außerordentlicher Assistent an der Universitätssternwarte Wien. 
1927 nahm er an einer Sonnenfinsternisexpedition nach Lappland teil. 
1928 habilitierte er sich in Wien und hielt Vorlesungen an der Universität Wien über Photometrie, Kolorimetrie und Strahlungsprobleme. 1931 wurde er ordentlicher Assistent an der Universitätssternwarte und 1931/32 war er als Rockefeller-Stipendiat in Lund, wo er mit Knut Emil Lundmark zusammenarbeitete. 1935 wurde er außerordentlicher Professor an der Universität Wien und forschte in Florenz über Sonnenphysik.
Er befasste sich mit Photometrie von Sternen, Sternhaufen und Galaxien und Sonnenphysik (zeitliche Änderung Solarkonstante, Sonnenkorona, kurzwellige Strahlung der Sonne). Er erkannte die Organisation von Galaxien in größeren Strukturen über lokale Gruppen hinaus (Metagalaxien).
Er war Mitarbeiter am Handbuch der Physik und Handbuch der Astrophysik, Mitglied der dänischen und schwedischen astronomischen Gesellschaften und der Astronomischen Gesellschaft in Leipzig. Er war in den Kommissionen für Galaxien und Sonnenstrahlung und Sonnenatmosphäre der Internationalen Astronomischen Union.